# عبد الماجد حامد خليل

## تاريخ الميلاد
من موليد عام 1935/1/1م
```
الفريق أول عبد الماجد حامد خليل
، عسكري سوداني، ونائب رئيس 
جمهورية السودان
 في عهد الرئيس الأسبق جعفر نميري.
[
1
]
```

```
الفريق عبد الماجد حامد خليل أول الدفعة الخامسة من خريجي الكلية الحربية السودانية 
[
2
]
 تخرج معه في تلك الدفعة عبد الرحمن سوار الذهب، عمر محمد الطيب، عزالدين علي مالك عبد اللطيف دهب نورالدين محمد المبارك
```

عرف عته الانضباط العسكري الصارم. وتدرج في الرتب العسكرية في مختلف وحدات الجيش حتى صار رئيسا لهيئة الأركان،
ثم قائدا عاما للجيش ووزيرا للدفاع في عهد الرئيس نميري 1979-1982 والذي اسند اليه أيضا منصب النائب الأول لرئيس الجمهورية 
زائدا المناصب الرفيعة المصاحبة لم يعد نميري يحتمل الكثير من القرارات التي أصدرها
عبد الماجد سواء في الجيش أو في التنظيم السياسي أو في الجهاز التنفيذي وكان سرعان
ما يلغي تلك القرارات. في يوم 25 يناير 1982. اصدر نميري قرارا بإعفاء نائبه الأول
من كل مناصبه بصورة مفاجئة، وأبعد معه مجموعة من كبار الضباط الذين اعتبروا من الموالين له، علي خلفية اجتماعات عقدها الفريق خليل مع عدد من ضباط القوات المسلحة في ذلك الشهر وتداولوا فيها أمرا سياسية
```
ا. وبعد أيام من إعفاء الفريق عبد الماجد من منصب النائب الأول لرئيس الجمهورية 
```

أعلن نميري تعيين رئيس جهاز أمن الدولة اللواء عمر محمد الطيب خلفا له. اتجه عبد الماجد إلى العمل في مجال الصناعة،
حيث أنشأ مصنعا لمنتجات الأسمنت في ضاحية الخرطوم بحري ومن بعد استعان
به الصادق المهدي في حكومته وزيرا للدفاع حتى تقدم باستقالته العام15ابريل 1989.
وفاته
توفي الفريق عبد الماجد حامد خليل في يوم الإثنين الموافق 12 أبريل 2021 عن عمر يناهز 86 عاما